# Saison 2016 de l'équipe cycliste Rabo Liv Women
La Saison 2016 de l'équipe Rabo Liv Women est la douzième de la formation. L'effectif est quasiment stable avec seulement l'arrivée de Yara Kastelijn et le départ d'Anna Knauer. L'équipe commence la saison avec trois leaders potentiels avec le retour en forme de Marianne Vos, la numéro un mondial Anna van der Breggen et la championne du monde 2014 Pauline Ferrand-Prévot.
Anna van der Breggen réalise une superbe saison, en s'adjugeant la Flèche wallonne et surtout le titre olympiques sur route. Elle remporte également le premier titre de championne d'Europe de cyclisme sur route élite de l'histoire et se classe troisième du Tour d'Italie. Marianne Vos, si elle n'est plus la Cannibale d'antan, dispose encore d'une très bonne pointe de vitesse. Elle gagne ainsi une étape du Tour de Californie, une au Women's Tour et trois au Tour de Thuringe. Pauline Ferrand-Prévot connait une saison marquée par les blessures et ne réalise aucun résultat significatif. Katarzyna Niewiadoma continue de s'affirmer en gagnant le Tour du Trentin, le GP Elsy Jacobs et en se classant septième et meilleure jeune du Tour d'Italie. Thalita de Jong devient championne du monde de cyclo-cross et poursuit donc la domination de la formation sur cette épreuve. Au niveau des classements mondiaux, la Rabo Liv Women est deuxième du classement UCI par équipes derrière la Boels Dolmans et troisième du classement World Tour. Au classement individuel, Anna van der Breggen est deuxième du classement UCI derrière Megan Guarnier et septième du classement World Tour.

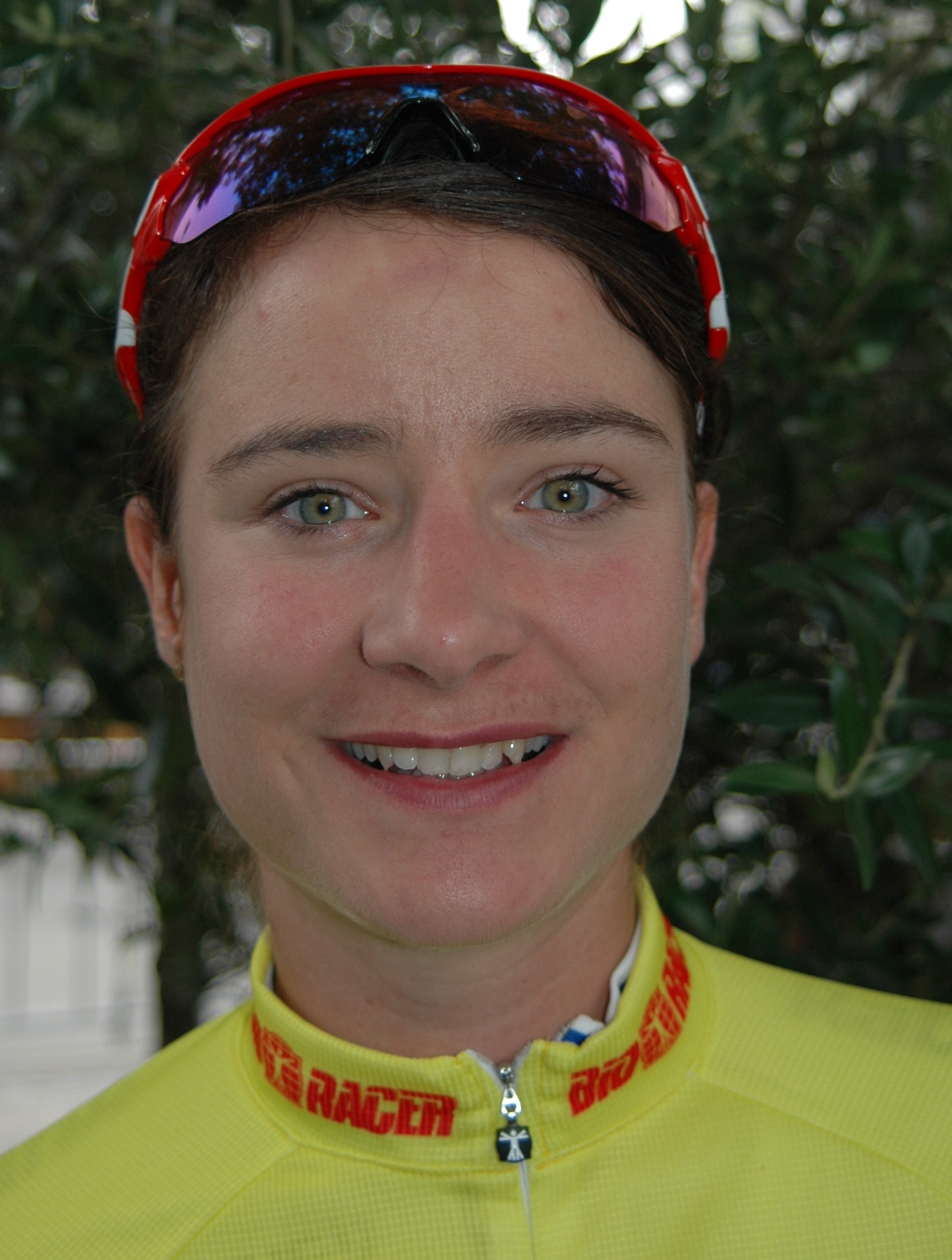
Marianne Vos revient à la compétition après une saison 2015 blanche

## Préparation de la saison

### Partenaires et matériel de l'équipe
le partenaire principal de l'équipe est la banque néerlandaise Rabobank. Le second partenaire de l'équipe est Liv, une marque de cycles du groupe Giant. Le Jeugdsport fonds soutient également la formation. GSG livre les maillots. 
Les vélos sont équipés de cadres Liv Envie Advanced, avec un groupe Shimano Dura-Ace 11 Speed Di2. Les roues Dura-Ace C35 et C50 ainsi que les pédales Dura-Ace PD 9000 sont livrées par la même marque. Giro fournit les casques, Tacx les home-trainers, Oakley les lunettes, Pro les potences Vibe et les cintres Silicon, Vittoria des pneus Corsa Graphene. Les selles sont des Liv Contact SL Upright. Pioneer fournit les compteurs Pedaling Monitor System et SGX-CA 500. Les portes bidons sont des Tacx Deva. Les patins de freins sont des Giant SLTI. Maxim est le fournisseur de l'alimentation, Sportsbalm du matériel pour la récupération. Les autres partenaires sont : Lensnet.nl, Morganblue, Virtuoos, Edenschwartz, Volvo et Bluekens,.
Le budget de l'équipe est d'environ un million et demi d'euros.

### Arrivées et départs

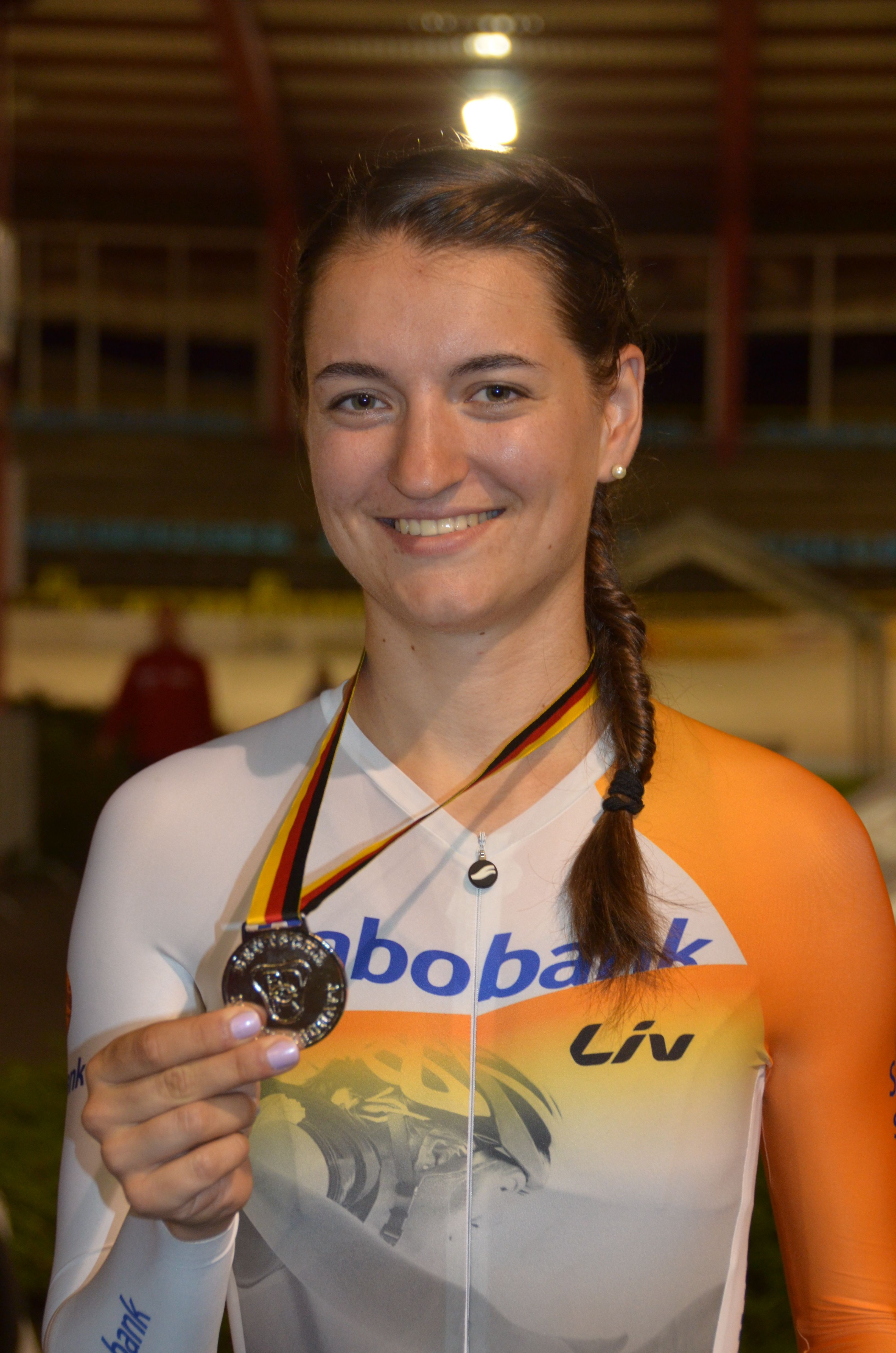
L'Allemande Anna Knauer quitte l'équipe

L'effectif est quasiment stable avec seulement l'arrivée de la championne des Pays-Bas du contre-la-montre juniors Yara Kastelijn et le départ d'Anna Knauer, spécialiste de l'omnium sur piste, pour la formation Parkhotel Valkenburg. Par ailleurs, Marianne Vos revient à la compétition après une saison 2015 à l'arrêt.
| Arrivées       | Équipe 2015         |
| -------------- | ------------------- |
| Yara Kastelijn | Néo-professionnelle |

| Départs     | Équipe 2016          |
| ----------- | -------------------- |
| Anna Knauer | Parkhotel Valkenburg |

## Effectif et encadrement

### Effectif
| Cycliste               | Date de naissance | Nationalité | Équipe 2015         |  |
| ---------------------- | ----------------- | ----------- | ------------------- |  |
| Lucinda Brand          | 2 juillet 1989    | Pays-Bas    | Rabo Liv Women      |  |
| Anna van der Breggen   | 18 avril 1990     | Pays-Bas    | Rabo Liv Women      |  |
| Pauline Ferrand-Prévot | 10 février 1992   | France      | Rabo Liv Women      |  |
| Shara Gillow           | 23 décembre 1987  | Australie   | Rabo Liv Women      |  |
| Thalita de Jong        | 6 novembre 1993   | Pays-Bas    | Rabo Liv Women      |  |
| Yara Kastelijn         | 9 août 1997       | Pays-Bas    | Néo-professionnelle |  |
| Roxane Knetemann       | 1er avril 1987    | Pays-Bas    | Rabo Liv Women      |  |
| Jeanne Korevaar        | 24 septembre 1996 | Pays-Bas    | Rabo Liv Women      |  |
| Anouska Koster         | 20 août 1993      | Pays-Bas    | Rabo Liv Women      |  |
| Katarzyna Niewiadoma   | 29 septembre 1994 | Pologne     | Rabo Liv Women      |  |
| Moniek Tenniglo        | 2 mai 1988        | Pays-Bas    | Rabo Liv Women      |  |
| Marianne Vos           | 13 mai 1987       | Pays-Bas    | Rabo Liv Women      |  |

### Encadrement
L'encadrement est inchangé par rapport à l'année précédente : Koos Moerenhout est le directeur de l'équipe, Eric Van den Boom est gérant  et Sierk Jan de Haan est directeur sportif adjoint. Sem Versteeg est mécanicien au sein de la formation.

## Déroulement de la saison

### Janvier

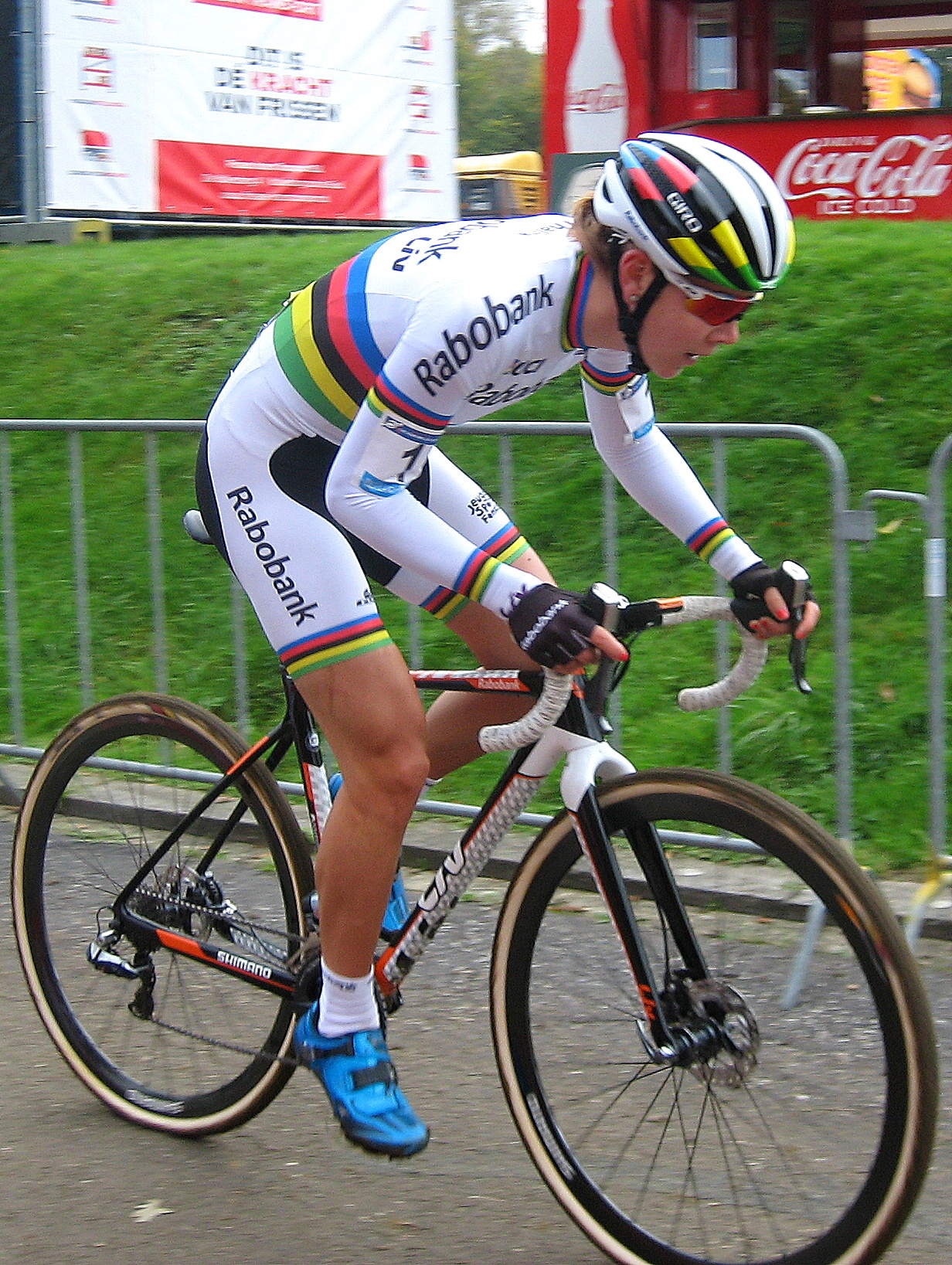
Thalita de Jong devient championne du monde de cyclo-cross

Marianne Vos et Pauline Ferrand-Prévot ne participant pas à la saison de cyclo-cross, Thalita de Jong en profite pour émerger au plus haut niveau. Dominée par Sanne Cant lors des manches de Coupe du monde, elle monte néanmoins en puissance au cours de la saison. Elle remporte le titre national néerlandais avant de s'imposer lors du championnat du monde.

### Février
La saison sur route commence au Tour du Qatar. Anouska Koster se trouve dans la bordure de treize coureuses qui part dès le premier kilomètre de la troisième étape. Elle devient deuxième du classement de la meilleure jeune à deux secondes de Lauretta Hanson. Sur l'ultime étape, Anouska Koster termine deuxième du premier sprint intermédiaire et quatrième de l'étape. Les bonifications accordées lui permettent de s'emparer du maillot de la meilleure jeune à égalité de temps avec l'Australienne.
Au circuit Het Nieuwsblad, Lucinda Brand se classe cinquième du sprint du peloton. Lizzie Armitstead s'imposant en solitaire, elle est donc sixième. Aux Strade Bianche, à une trentaine de kilomètres de l'arrivée, Anna van der Breggen puis Katarzyna Niewiadoma, toutes deux de la formation Rabo Liv, attaquent tour à tour. Lizzie Armitstead suit les deux accélérations, la dernière s'avérant décisive. Emma Johansson rejoint les deux coureuses. La victoire se joue dans l'ascension finale dans les rues de Sienne. Katarzyna Niewiadoma mène le rythme dans la côte mais c'est finalement la Britannique qui parvient à attaquer dans les derniers mètres pour s'imposer. La Polonaise est donc deuxième. Anna van der Breggen se classe cinquième.

### Mars
Le week-end suivant, au Tour de Drenthe, Chantal Blaak accélère dans le dernier secteur pavé situé à soixante-et-un kilomètres de l'arrivée. Elle est suivie par Gracie Elvin, Trixi Worrack et Anna van der Breggen. Cette dernière attaque dans le dernier kilomètre sans succès. Les quatre coureuses se disputent la victoire et Chantaal Blaak se montre la plus rapide, Anna van der Breggen est quatrième. Elle prend cependant la tête du classement UCI World Tour. Le lendemain, au Drentse 8, Marianne Vos effectue son retour à la compétition. Avec Anouska Koster, elle fait partie du groupe de tête. Cette dernière termine troisième du sprint. Au Trofeo Alfredo Binda-Comune di Cittiglio, à vingt-cinq kilomètres de l'arrivée, dans la montée vers Orino, un groupe de huit coureuses se détache. Il est composé d'Elizabeth Armitstead, Megan Guarnier, Anna van der Breggen, Katarzyna Niewiadoma, Emma Johansson, Annemiek van Vleuten , Alena Amialiusik et Jolanda Neff. Il prend rapidement un avantage de plus d'une minute sur ses poursuivantes. Jolanda Neff attaque ensuite à Cuvio. Dans l'ultime ascension vers Orino, Elizabeth Armitstead attaque à son tour. Anna van der Breggen et Katarzyna Niewiadoma se classent respectivement sixième et septième de la course. À Gand-Wevelgem, Lucinda Brand termine deuxième du sprint du peloton soit troisième de la course. La première victoire de la saison sur route est à mettre à l'actif de Marianne Vos à la Pajot Hills Classic. Elle gagne le sprint face à Megan Guarnier.

### Avril

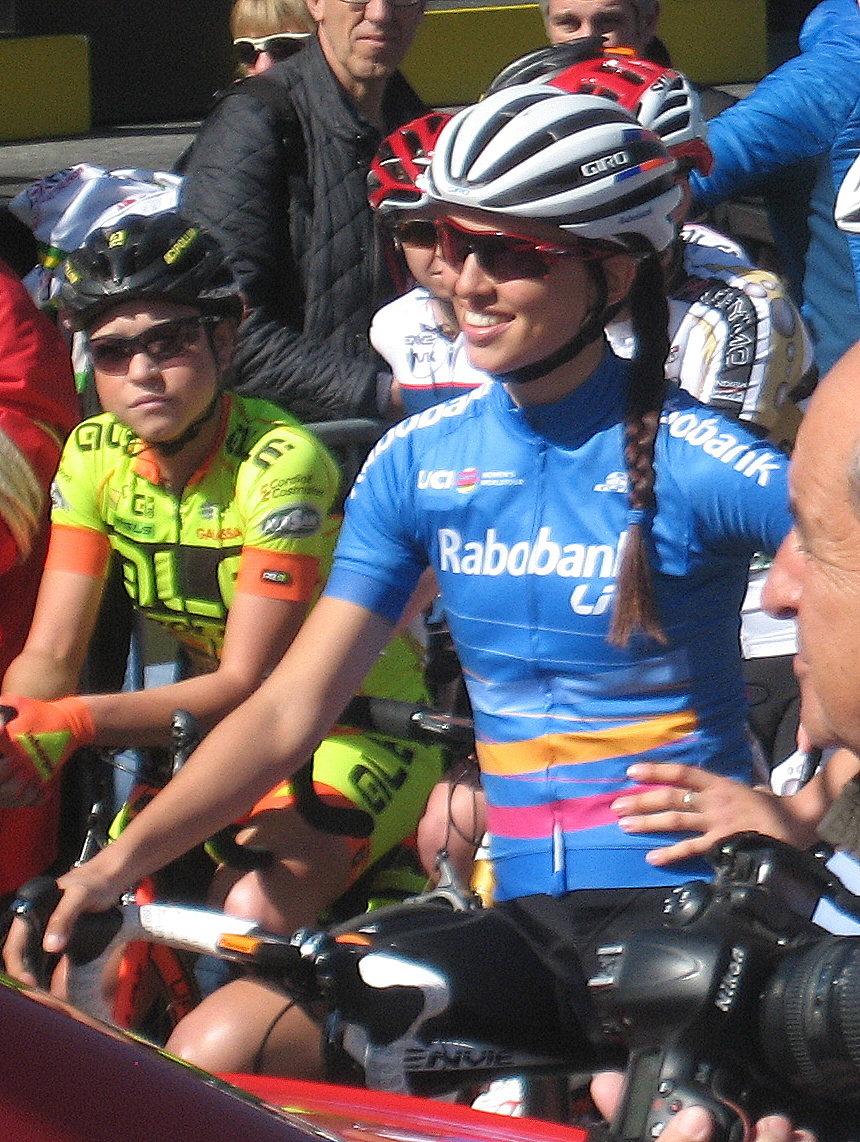
Katarzyna Niewiadoma (ici au départ de la Flèche wallonne) gagne le classement de la meilleure jeune de l'UCI World Tour

Au Tour des Flandres, Thalita de Jong s'échappe après la Paddestraat. Elle est finalement rejointe au pied du Kaperij sur l'impulsion de l'équipe Boels Dolmans. Anouska Koster contre mais ne crée pas d'écart significatif. Sur le Kanarieberg, Megan Guarnier et Pauline Ferrand-Prévot hausse le rythme et fond la sélection. Au sommet, seule une vingtaine de coureuses sont encore en tête. L'équipe ne suit toutefois pas l'attaque d'Emma Johansson suivie par Elizabeth Armitstead sur le replat suivant le vieux Quaremont. Pauline Ferrand-Prévot se classe huitième et Katarzyna Niewiadoma dixième.
Anna van der Breggen s'impose chez elle sur l'Omloop van de IJsseldelta. Au Ronde van Gelderland, Katarzyna Niewiadoma, Natalie van Gogh et Lieselot Decroix s'échappent dans le final. La Polonaise s'impose finalement au sprint. Marianne Vos règle le peloton pour la quatrième place.
À la Flèche wallonne, une échappée de sept coureuses se détache au bout de dix kilomètres. Au deuxième passage de la côte d'Efeffe, l'équipe Rabo Liv commence véritablement la poursuite. L'échappée est reprise aux alentours du centième kilomètre. Sept athlètes se détachent dans la côte de Cherave : Anna van der  Breggen, Katarzyna Niewiadoma, Evelyn Stevens, Megan Guarnier, Elisa Longo Borghini, Alena Amialiusik et Katrin Garfoot. Sur le replat, la première place une accélération. Elle est marquée par Evelyn Stevens. Elles arrivent au pieds du mur de Huy avec vingt secondes d'avance sur les cinq autres femmes. Dans l'ascension, la Néerlandaise décroche à trois reprises l'Américaine, mais cette dernière parvient toujours à revenir dans le sillage. Toutefois, quand Anna van der Breggen prend pour la quatrième fois un avantage, il est décisif. Elle remporte donc pour la deuxième fois consécutive la Flèche wallonne. Katarzyna Niewiadoma est quatrième,. Sur le Dwars door de Westhoek, Marianne Vos chute durant le sprint massif:
Au Festival luxembourgeois du cyclisme féminin Elsy Jacobs, Marianne Vos se classe deuxième du prologue, Roxane Knetemann  cinquième et Thalita de Jong sixième. Cette dernière finit quatrième de la première étape qui se conclut par un sprint massif. Sur la dernière étape, Anna van der Breggen et Katarzyna Niewiadoma font partie de l'échappée de dix coureuses qui prend une grande avance. La Polonaise attaque loin de l'arrivée et s'impose avec quarante-six secondes d'avance. Elle s'adjuge au passage le classement général ainsi que le classement de la meilleure jeune. L'équipe Rabo Liv Women gagne le classement par équipes.

### Mai
Marianne Vos gagne chez elle les 7-Dorpenomloop van Aalburg. Ensuite, au Tour de Californie, elle se classe cinquième de la première étape qui se joue dans l'ascension finale. Le lendemain, la formation Rabo Liv Women termine quatrième du contre-la-montre par équipes. Sur la troisième étape, Marianne Vos éprouve quelques difficultés à suivre les meilleures, mais cela ne l'empêche pas de s'imposer au sprint. Sur la dernière étape, elle est également présente dans l'emballage finale mais se fait devancée par Kirsten Wild et Lisa Brennauer. Elle est quatrième du classement général de l'épreuve.

### Juin

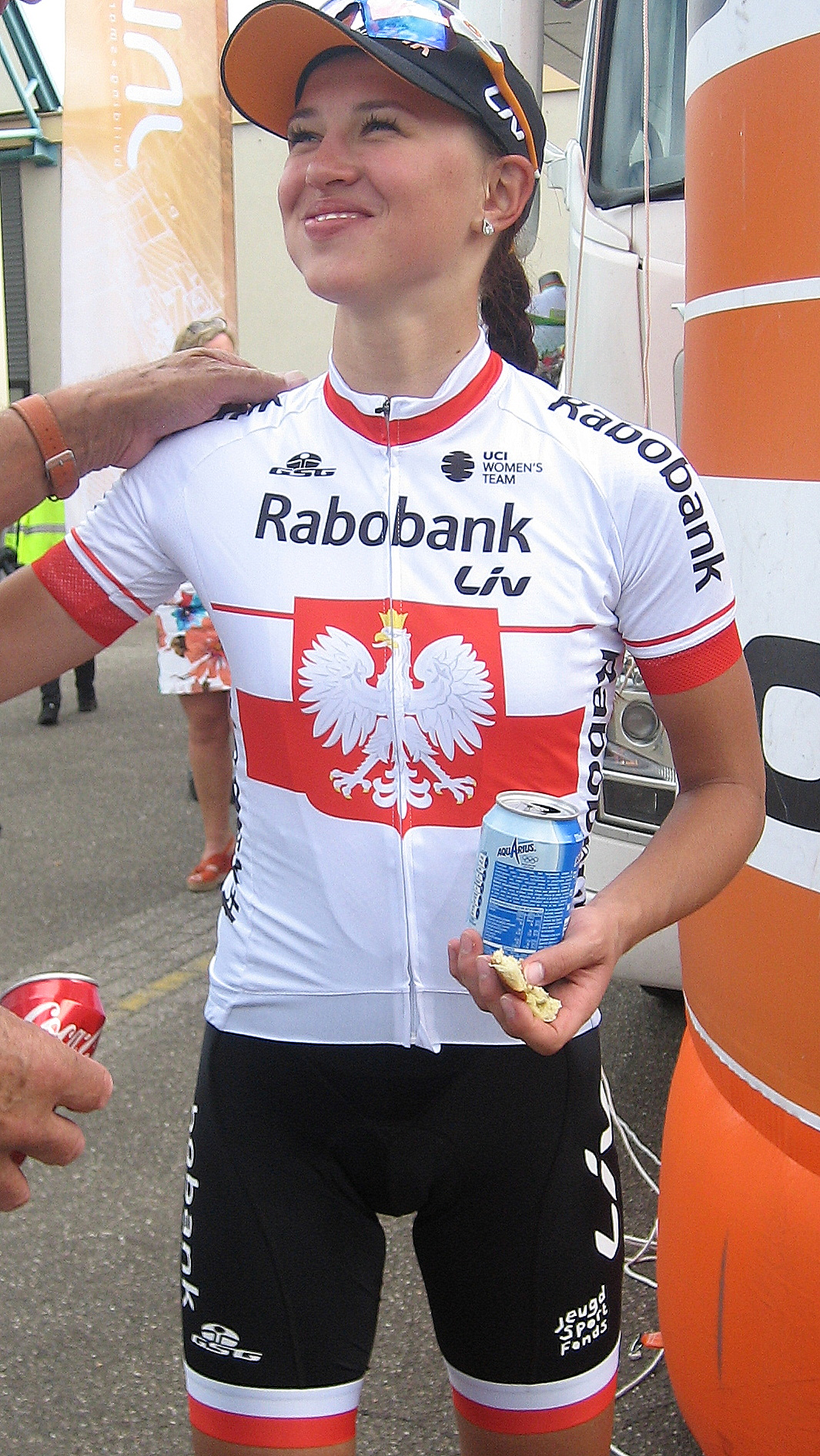
Katarzyna Niewiadoma avec le maillot de championne de Pologne

Au Women's Tour, Marianne Vos est deuxième du sprint massif qui conclut la première étape, devancée par Christine Majerus. Le lendemain, elle est troisième cette fois battue par Amy Pieters et Lisa Brennauer. Sur la troisième étape, elle ne parvient pas à suivre l'attaque de Lizzie Armitstead, Elisa Longo Borghini, Ashleigh Moolman et Amanda Spratt sur le deuxième prix des monts. Elle limite toutefois les dégâts et prend la cinquième place. Elle de nouveau distancée dans une montée par les mêmes protagonistes le lendemain, mais cette fois le peloton parvient à les reprendre. Au sprint, Marianne Vos se montre la plus rapide et revient à quinze secondes de Lizzie Armitstead au classement général. La dernière étape ne provoque pas de changement dans le classement. Marianne Vos est quatrième de l'épreuve et remporte le classement par points. Toutefois, Anna van der Breggen a chuté durant l'épreuve et doit renoncer à défendre son titre de championne des Pays-Bas contre-la-montre. Sa préparation pour le Tour d'Italie est également perturbée.
Au même moment, au Tour du Trentin international féminin, Katarzyna Niewiadoma gagne en solitaire la première étape avec trente-deux secondes d'avance sur le groupe de cinq poursuivantes et plus de quatre minutes d'avance sur le peloton. Le lendemain matin, la formation Rabo Liv Women s'impose sur le contre-la-montre par équipes. Enfin l'après-midi, Thalita de Jong gagne le sprint du groupe de tête, où se trouve également Katarzyna Niewiadoma qui inscrit donc son nom au palmarès de l'épreuve.
Sur les championnats nationaux, Katarzyna Niewiadoma réalise le doublet en Pologne. Aux Pays-Bas, Anouska Koster remporte l'épreuve en ligne.

### Juillet
Au Tour d'Italie, Anna van der Breggen et Katarzyna Niewiadoma prennent le départ de la course avec le statut de favorites,. Sur le prologue, Thalita de Jong est deuxième, Anna van der Breggen troisième, Roxane Knetemann cinquième et Katarzyna Niewiadoma septième. Le lendemain, Elisa Longo Borghini attaque avec de Katarzyna Niewiadoma, Evelyn Stevens et Megan Guarnier bientôt rejointe par cinq autres coureuses. Katarzyna Niewiadoma est quatrième de l'étape et remonte à la deuxième place du classement général. Le lendemain, elle est troisième au bout de l'étape qui est une arrivée en côte. Anna van der Breggen est neuvième. Lucinda Brand est sixième de la troisième étape qui se conclut par un sprint massif. La cinquième étape comporte l'ascension du col du Mortirolo. Dans ses pentes, Mara Abbott accélère. Elle passe au sommet avec deux minutes d'écart sur Emma Pooley et quatre sur Evelyn Stevens et les autres favorites à l'exception de Katarzyna Niewiadoma qui connait un jour de méforme et est distancée. À l'arrivée, Anna van der Breggen accuse une minute trente-six secondes de retard sur l'Américaine. Au classement général, elle est septième et Katarzyna Niewiadoma neuvième,. Le lendemain, Katarzyna Niewiadoma attaque lors de l'ascension du Passo Caprauna. Elle est prise en chasse par Mara Abbott accompagnée d'Evelyn Stevens. La jonction s'opère sur les pentes du col. Derrière la poursuite s'organise. L'écart monte à deux minutes trente à quatre-vingt kilomètres de l'arrivée. Toutefois les trois coureuses sont reprises peu avant l'ultime ascension. Le groupe de tête est alors constitué de onze coureuses. Dans la montée vers le sanctuaire Mara Abbott multiplie les accélérations, mais n'a pas de succès. Anna van der Breggen attaque plus loin et n'est suivie que par Megan Guarnier, puis par Evelyn Stevens. Elle est finalement devancée par les deux Américaines,,. Sur le contre-la-montre, Anna van der Breggen est battue de trois secondes seulement par Evelyn Stevens. Elle se replace à la troisième place du classement général. Katarzyna Niewiadoma est cinquième de l'étape et septième du classement général,,,. La huitième étape se joue au sprint et Lucinda Brand finit cinquième. Sur la dernière étape, un groupe de neuf coureuses s'extrait du peloton en début d'étape. Il comprend : Mayuko Hagiwara, Sheyla Gutierrez Ruiz, Lauren Kitchen, Thalita de Jong, Charlotte Bravard, Ingrid Drexel, Maria Giulia Confalonieri, Ane Santesteban Gonzalez et Riejanne Markus. Le groupe compte jusqu'à cinq minutes d'avance et aborde la côte dans le final avec trois minutes trente d'écart. Thalita de Jong attaque dans la pente et passe au sommet avec six secondes d'avantage. Elle gagne en solitaire en consolidant cette avance. Au classement général, Anna van der Breggen est troisième, Katarzyna Niewiadoma septième et meilleure jeune.

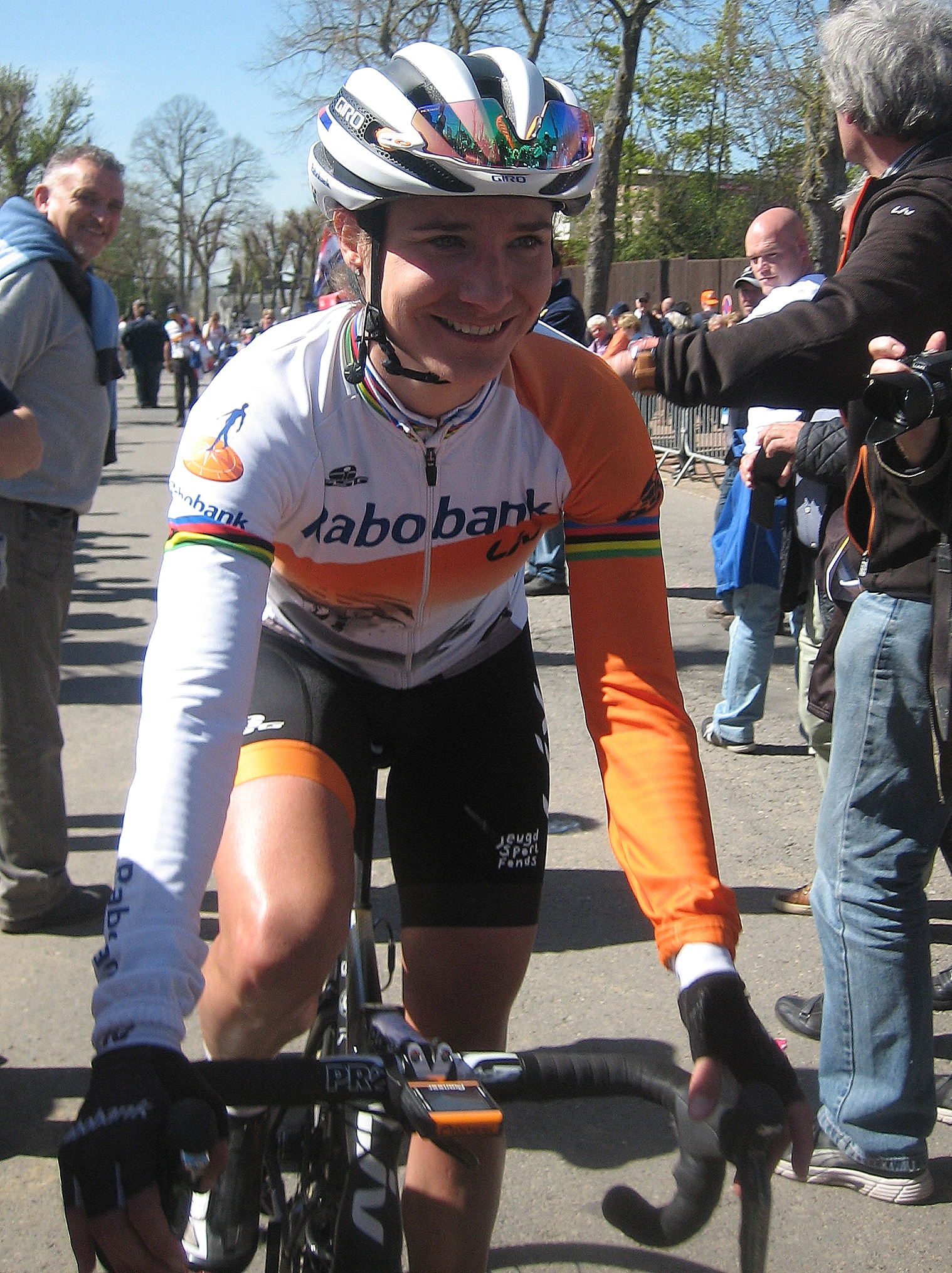
Marianne (ici à la Flèche wallonne) revient au premier plan et conclut la saison à la quatrième place mondiale

Lors de la course by Le Tour de France, Marianne Vos termine troisième du sprint massif. La semaine suivante, le scénario est identique pour la RideLondon-Classique, où Lucinda Brand obtient la quatrième place. 
Sur le Tour de Thuringe, Marianne Vos remporte au sprint la première étape et s'empare ainsi du maillot jaune,. Le lendemain, Olga Zabelinskaïa prend une vingtaine de secondes d'avance sur le peloton et dépossède la Néerlandaise de la tête du classement général malgré sa deuxième place,. Marianne Vos confirme sa bonne forme en s'imposant sur la troisième étape, une nouvelle fois au sprint. Lors du contre-la-montre individuel, Roxane Knetemann se classe septième et Marianne Vos huitième. Cette dernière rétrograde à la quatrième place du classement général. Le lendemain, l'étape est très difficile. Pourtant, un peloton réduit se dispute la victoire. Marianne Vos gagne une troisième étape. Elle est quatrième de la sixième étape puis sixième de la dernière étape. Elle termine la course à la cinquième place du classement général et remporte le classement des sprints.

### Août

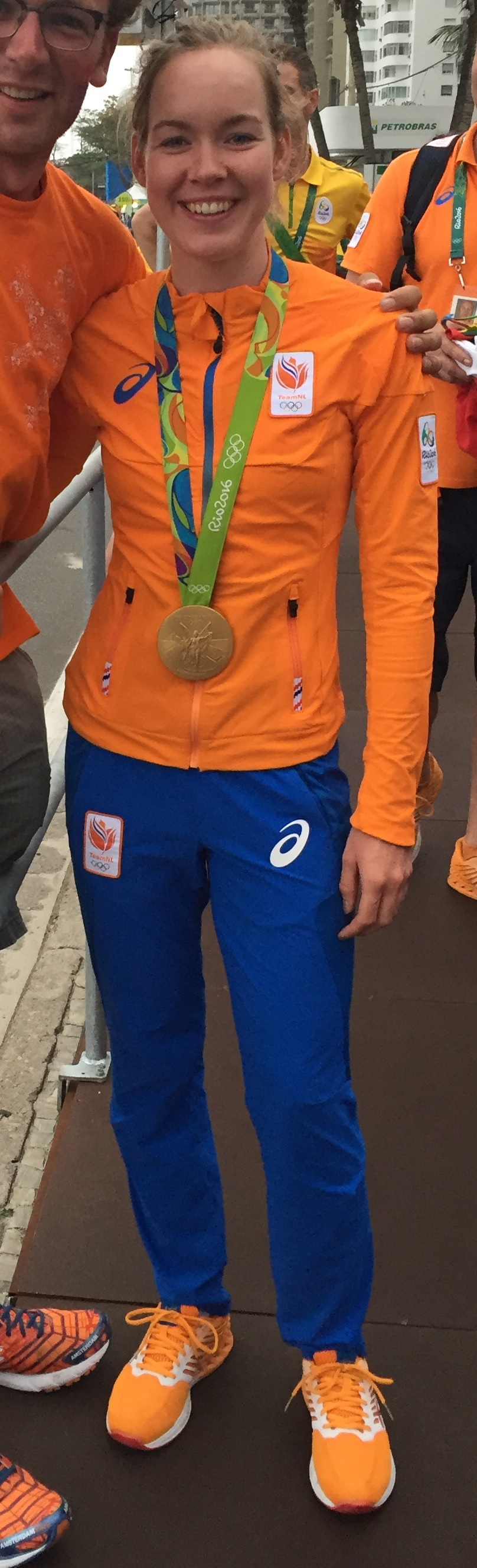
Anna van der Breggen est médaillée d'or de la course sur route et médaillée de bronze du contre-la-montre olympique

Aux Jeux olympiques de Rio, quatre coureuses de la formation prennent le départ de la course en ligne avec leurs sélections respectives : Marianne Vos (Pays-Bas), Anna van der Breggen (Pays-Bas), Pauline Ferrand-Prévot (France) et Katarzyna Niewiadoma (Pologne).
Lors de la course en ligne olympique, Marianne Vos se dévoue pour l'équipe des Pays-Bas en début de course. Pauline Ferrand-Prévot fait partie d'un groupe d'échappée souhaitant anticiper la côte de la  Vista Chinesa qui se fait reprendre. Anna van der Breggen est une des rares à parvenir à suivre le rythme imprimé par Mara Abbott dans l'ascension de la Vista Chinesa. À mi-côte, elles ne sont plus que quatre en tête : Elisa Longo Borghini, Mara Abbott, Anna van der Breggen et Annemiek van Vleuten. Emma Johansson est quelques mètres derrière. Jouant le surnombre, Annemiek van Vleuten attaque sur un replat. Mara Abbott est la seule à suivre. Elle tente de décrocher la Néerlandaise sans succès. Au sommet, Annemiek van Vleuten et Mara Abbott comptent vingt-deux secondes d'avance sur  Elisa Longo Borghini, Anna van der Breggen et Emma Johansson. Annemiek van Vleuten mène la descente et distance rapidement Mara Abbott qui se montre très prudente. Dans un virage, la Néerlandaise perd le contrôle de son vélo et tombe sur une des énormes bordures de béton longeant la route. Mara Abbott est donc seule en tête à la fin de la descente et possède trente-huit secondes d'avance sur ses poursuivantes. Celles-ci coopèrent, en partie pour revenir sur l'Américaine, et en partie pour éviter un retour du groupe de Lizzie Armitstead qui les talonne. Finalement, Elisa Longo Borghini, Anna van der Breggen et Emma Johansson rejoignent Mara Abbott dans les ultimes mètres de l'épreuve. Anna van der Breggen lance le sprint et distance Emma Johansson. Katarzyna Niewiadoma est sixième, Marianne Vos neuvième. Sur le contre-la-montre, elle monte rapidement la côte et obtient ainsi la médaille de bronze.
Au même moment, Lucinda Brand remporte l'Erondegemse Pijl. Au Tour de Norvège, elle gagne la deuxième étape échappée et s'empare de la tête du classement général. Le lendemain, Anouska Koster remporte le sprint. Lucinda Brand inscrit son nom au palmarès devant Thalita de Jong et Anouska Koster. La formation prend ensuite la troisième place du contre-la-montre par équipes de l'Open de Suède Vårgårda. L'équipe est constituée de : Shara Gillow, Roxanne Knetemann, Anouska Koster, Moniek Teniglo, Marianne Vos et Anna van der Breggen. Lors de la course en ligne, un groupe de neuf coureuses avec les principales équipes représentées part à mi-course. Il est constitué de : Emilia Fahlin, Amy Pieters, Chantal Blaak, Lotta Lepistö, Maria Giulia Confalonieri, Hannah Barnes, Amanda Spratt , Julia Soek et Shara Gillow. Même si l'avance de cette échappée ne dépasse jamais deux minutes, la poursuite ne s'organisant pas, elle se dispute la victoire. Emilia Fahlin anticipe le sprint et s'impose seule. Shara Gillow est neuvième et Roxane Knetemann dixième.
Au  Grand Prix de Plouay, Leah Kirchmann accélère en début de course avec Katarzyna Niewiadoma. Cela disloque le peloton, mais elles sont reprises. À environ quarante kilomètres de l'arrivée, Katarzyna Niewiadoma attaque de nouveau sans succès. Le peloton n'a plus que vingt unités. Katarzyna Niewiadoma repasse à l'attaque une troisième fois mais sans effet. La victoire se joue dans la dernière ascension de Ty Marrec. Six coureuses s'y détachent mais ne coopèrent pas. La victoire se joue dans un sprint à quatorze. Katarzyna Niewiadoma se classe quatrième.

### Septembre

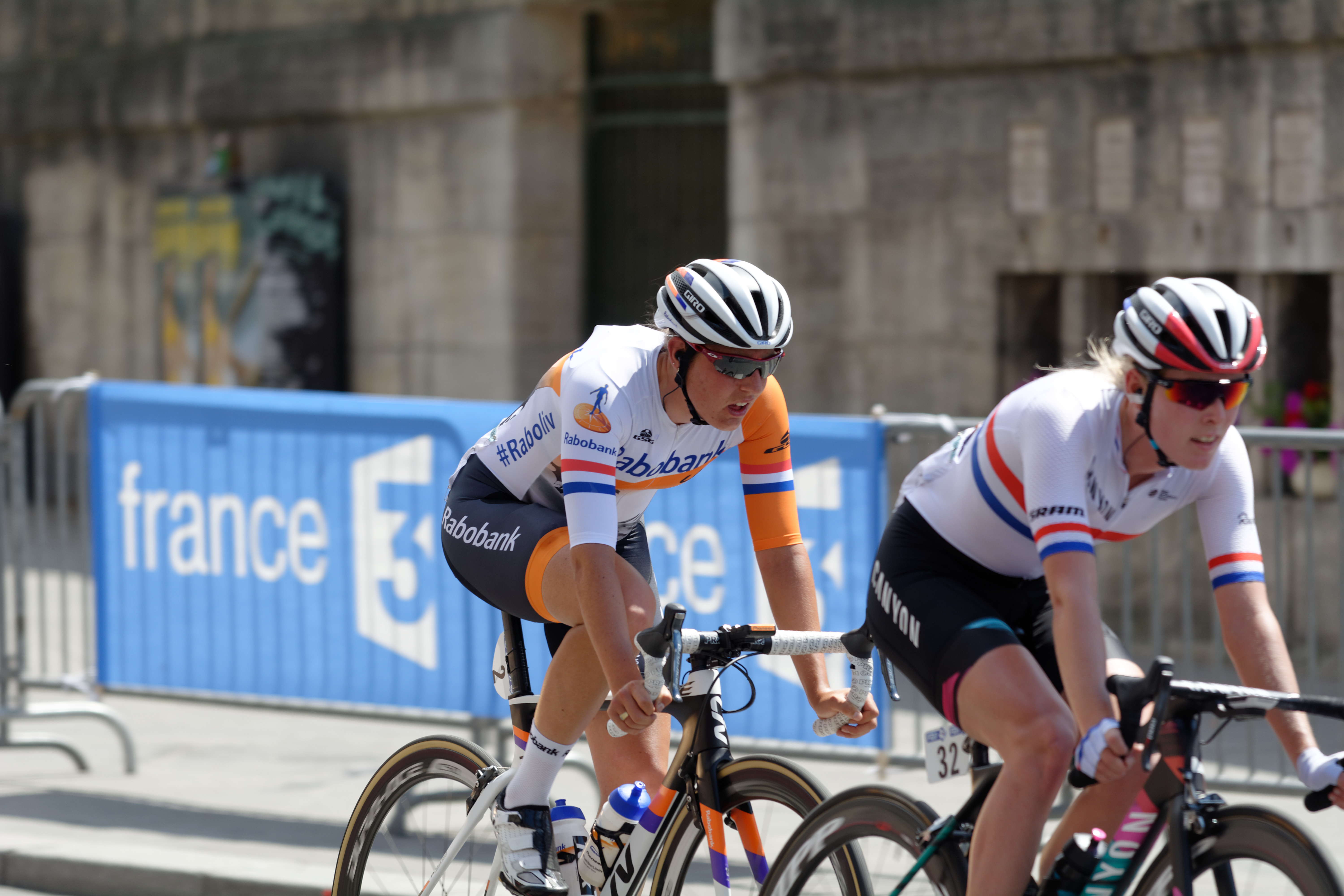
Lucinda Brand (ici lors de la course by Le Tour de France) rapporte plusieurs victoires à l'équipe dont le Tour de Norvège

Au Boels Ladies Tour, Katarzyna Niewiadoma rejoint Winanda Spoor en échappée lors de la première étape
La première coureuse à s'échapper est  Son avantage culmine à une minute cinquante avant de se faire reprendre. Minke van Dongen attaque ensuite.  la rejoint ensuite. Ensemble, elle compte jusqu'à cinq minutes d'avance. Cet écart se réduit à deux minutes aux vingt-cinq kilomètres. Elles sont reprises à une dizaine de kilomètres de l'arrivée. Le lendemain, la formation Rabo Liv Women se classe troisième du contre-la-montre par équipes. Sur la troisième étape, Roxane Knetemann anime longtemps l'étape. Katarzyna Niewiadoma est la plus rapide dans la dernière montée. Lors de la difficile dernière étape autour de Fauquemont avec plusieurs ascensions du Cauberg, Roxane Knetemann s'échappe avec sept autres coureuses de premier plan. Le groupe se fait reprendre par une partie du peloton à mi-course, mais Roxane Knetemann attaque alors. Il reste trente-sept kilomètres. Riejanne Markus et Esther van Veen la rejoignent. À vingt-cinq kilomètres de l'arrivée, leur avance est de deux minutes vingt. Le peloton se disloque derrière et douze coureuses forment un groupe de poursuite. Quand l'écart passe sous la minute Roxane Knetemann part seule. Riejanne Markus la reprend, mais elles sont finalement rejointes. La victoire se joue dans la dernière ascension du Cauberg. Katarzyna Niewiadoma y devance Ellen van Dijk et Alena Amialiusik. Elle est cinquième du classement général.
Au Tour de Belgique, Marianne Vos se classe deuxième du prologue derrière Annemiek van Vleuten. Thalita de Jong est troisième. Le lendemain, Lucinda Brand s'impose au sprint massif devant Barbara Guarischi et Marianne Vos. Par le jeu des bonifications, elle s'empare de la tête du classement général. Marianne Vos gagne la deuxième étape au sprint et s'empare à son tour du maillot doré. Pourtant, ni Marianne Vos, ni Lucinda Brand ne parviennent à suivre Annemiek van Vleuten lors de la dernière étape qui se court à Grammont. Elle terminent l'épreuve à la deuxième et troisième place du classement général.
Mi-septembre, Anna van der Breggen participe aux championnats d'Europe sur route. Elle se classe deuxième du contre-la-montre derrière Ellen van Dijk. Sur la course en ligne, elle se préserve pour le final. Dans la dernière ascension de la côte de Cadoudal, elle suit l'accélération de Katarzyna Niewiadoma avec Elisa Longo Borghini, Alena Amialiusik et Rasa Leleivytė. Elle lance le sprint sur le replat et résiste à la remonter de la Polonaise. Elle remporte ainsi ces premiers championnats d'Europe élites, Katarzyna Niewiadoma est deuxième et meilleure espoir.

### Octobre
Aux championnats du monde, la formation Rabo Liv Women est frappée par la malchance lors du contre-la-montre par équipes. Anouska Koster est en effet victime d'un malaise sur son vélo, probablement dû à la chaleur, et chute vers la fin du parcours. Elle parvient certes à repartir mais l'équipe perd un temps important. Elle se classe huitième et dernière de l'épreuve malgré la composition suivante : Shara Gillow, Roxane Knetemann, Anouska Koster, Katarzyna Niewiadoma, Moniek Tenniglo, Anna van der Breggen. Sur le contre-la-montre individuel, Anna van der Breggen est treizième. Elle dit ne pas avoir eu de jambes. Sur l'épreuve en ligne, Shara Gillow, Moniek Tenniglo et Anouska Koster ne sont pas sélectionnées à l'inverse de Marianne Vos. Celle-ci joue les poissons pilotes pour Kirsten Wild et se classe vingt-deuxième.

## Bilan de la saison
Après une saison blanche, Marianne réussit son retour avec neuf victoires durant l'année. Katarzyna Niewiadoma confirme son talent en étant la meilleure jeune du World Tour et du Tour d'Italie. Elle remporte également le Festival luxembourgeois du cyclisme féminin Elsy Jacobs et le Tour du Trentin international féminin.

### Victoires

#### Sur route
| Date          | Course                                                              | Pays        | Classe | Vainqueur            |
| ------------- | ------------------------------------------------------------------- | ----------- | ------ | -------------------- |
| 30 mars       | Pajot Hills Classic                                                 | Pays-Bas    | 1.2    | Marianne Vos         |
| 16 avril      | Omloop van de IJsseldelta                                           | Pays-Bas    | 1.2    | Anna van der Breggen |
| 17 avril      | Ronde van Gelderland                                                | Pays-Bas    | 1.2    | Katarzyna Niewiadoma |
| 20 avril      | Flèche wallonne                                                     | Belgique    | 1.WWT  | Anna van der Breggen |
| 1er mai       | 2e étape du Festival luxembourgeois du cyclisme féminin Elsy Jacobs | Luxembourg  | 2.1    | Katarzyna Niewiadoma |
| 1er mai       | Festival luxembourgeois du cyclisme féminin Elsy Jacobs             | Luxembourg  | 2.1    | Katarzyna Niewiadoma |
| 7 mai         | 7-Dorpenomloop van Aalburg                                          | Pays-Bas    | 1.2    | Marianne Vos         |
| 21 mai        | 3e étape du Tour de Californie                                      | États-Unis  | 2.WWT  | Marianne Vos         |
| 18 juin       | 1re étape du Tour du Trentin international féminin                  | Italie      | 2.1    | Katarzyna Niewiadoma |
| 18 juin       | 4e étape de The Women's Tour                                        | Royaume-Uni | 2.WWT  | Marianne Vos         |
| 19 juin       | 2e étape secteur a du Tour du Trentin international féminin         | Italie      | 2.1    | Rabo Liv Women       |
| 19 juin       | 2e étape secteur b du Tour du Trentin international féminin         | Italie      | 2.1    | Thalita de Jong      |
| 19 juin       | Tour du Trentin international féminin                               | Italie      | 2.1    | Katarzyna Niewiadoma |
| 22 juin       | Championnats de Pologne du contre-la-montre                         | Pologne     | CN     | Katarzyna Niewiadoma |
| 24 juin       | Championnats des Pays-Bas sur route                                 | Pays-Bas    | CN     | Anouska Koster       |
| 25 juin       | Championnats de Pologne sur route                                   | Pologne     | CN     | Katarzyna Niewiadoma |
| 10 juillet    | 9e étape du Tour d'Italie                                           | Italie      | 2.WWT  | Thalita de Jong      |
| 15 juillet    | 1re étape du Tour de Thuringe                                       | Allemagne   | 2.1    | Marianne Vos         |
| 17 juillet    | 3e étape du Tour de Thuringe                                        | Allemagne   | 2.1    | Marianne Vos         |
| 19 juillet    | 5e étape du Tour de Thuringe                                        | Allemagne   | 2.1    | Marianne Vos         |
| 6 août        | Erondegemse Pijl                                                    | Belgique    | 1.2    | Lucinda Brand        |
| 13 août       | 2e étape du Tour de Norvège                                         | Norvège     | 2.1    | Lucinda Brand        |
| 14 août       | 3e étape du Tour de Norvège                                         | Norvège     | 2.1    | Anouska Koster       |
| 14 août       | Tour de Norvège                                                     | Norvège     | 2.1    | Lucinda Brand        |
| 1er septembre | 3e étape du Boels Ladies Tour                                       | Pays-Bas    | 2.1    | Katarzyna Niewiadoma |
| 4 septembre   | 6e étape du Boels Ladies Tour                                       | Pays-Bas    | 2.1    | Katarzyna Niewiadoma |
| 7 septembre   | 1re étape du Tour de Belgique                                       | Belgique    | 2.1    | Lucinda Brand        |
| 8 septembre   | 2e étape du Tour de Belgique                                        | Belgique    | 2.1    | Marianne Vos         |
| 17 septembre  | Championnat d'Europe sur route                                      | France      | 01     | Anna van der Breggen |

#### En cyclo-cross
| Date        | Course                                                         | Pays     | Classe | Vainqueur            |
| ----------- | -------------------------------------------------------------- | -------- | ------ | -------------------- |
| 2 janvier   | Internationale Centrumcross van Surhuisterveen, Surhuisterveen | Pays-Bas | C2     | Anna van der Breggen |
| 10 janvier  | Championnats des Pays-Bas de cyclo-cross                       | Pays-Bas | CN     | Thalita de Jong      |
| 30 janvier  | Championnats du monde de cyclo-cross                           | Belgique | CM     | Thalita de Jong      |
| 6 février   | Trophée Banque Bpost #8, Saint-Nicolas                         | Belgique | C1     | Thalita de Jong      |
| 9 octobre   | Trophée des AP Assurances #1, Renaix                           | Belgique | NE     | Thalita de Jong      |
| 23 octobre  | Coupe du monde de cyclo-cross #3, Valkenburg                   | Pays-Bas | CDM    | Thalita de Jong      |
| 29 octobre  | Championnat d'Europe de cyclo-cross, Pontchâteau               | France   | 00     | Thalita de Jong      |
| 3 décembre  | Superprestige #5, Spa-Francorchamps                            | Belgique | NE     | Thalita de Jong      |
| 23 décembre | Superprestige #6, Diegem                                       | Belgique | NE     | Marianne Vos         |
| 26 décembre | Coupe du monde #7, Heusden-Zolder                              | Belgique | CDM    | Marianne Vos         |
| 30 décembre | Versluys Cyclocross, Bredene                                   | Belgique | NE     | Thalita de Jong      |

#### En VTT
| Date       | Course                        | Pays   | Classe | Vainqueur              |
| ---------- | ----------------------------- | ------ | ------ | ---------------------- |
| 16 juillet | Championnats de France de VTT | France | CN     | Pauline Ferrand-Prévot |

### Résultats sur les courses majeures

#### World Tour
| Date         | #  | Course                                   | Pays            | Meilleure classée      | Classement |
| ------------ | -- | ---------------------------------------- | --------------- | ---------------------- | ---------- |
| 5 mars       | 1  | Strade Bianche                           | Italie          | Katarzyna Niewiadoma   | 2e         |
| 12 mars      | 2  | Tour de Drenthe                          | Pays-Bas        | Anna van der Breggen   | 4e         |
| 20 mars      | 3  | Trofeo Alfredo Binda-Comune di Cittiglio | Italie          | Anna van der Breggen   | 6e         |
| 27 mars      | 4  | Gand-Wevelgem                            | Belgique        | Lucinda Brand          | 3e         |
| 3 avril      | 5  | Tour des Flandres                        | Belgique        | Pauline Ferrand-Prévot | 8e         |
| 20 avril     | 6  | Flèche wallonne                          | Belgique        | Anna van der Breggen   | Vainqueur  |
| 6-8 mai      | 7  | Tour de l'île de Chongming               | Chine           | -                      | -          |
| 19-22 mai    | 8  | Tour de Californie                       | États-Unis      | Marianne Vos           | 4e         |
| 5 juin       | 9  | Philadelphia Cycling Classic             | États-Unis      |                        |            |
| 15-19 juin   | 10 | The Women's Tour                         | Grande-Bretagne | Marianne Vos           | 4e         |
| 1-10 juillet | 11 | Tour d'Italie                            | Italie          | Anna van der Breggen   | 3e         |
| 24 juillet   | 12 | La course by Le Tour de France           | France          | Marianne Vos           | 3e         |
| 6-8 mai      | 13 | RideLondon-Classique                     | Grande-Bretagne | Lucinda Brand          | 4e         |
| 19 août      | 14 | Open de Suède Vårgårda TTT               | Suède           | Rabo Liv Women         | 3e         |
| 21 août      | 15 | Open de Suède Vårgårda                   | Suède           | Shara Gillow           | 9e         |
| 27 août      | 16 | Grand Prix de Plouay                     | France          | Katarzyna Niewiadoma   | 4e         |
| 11 septembre | 17 | La Madrid Challenge by La Vuelta         | Espagne         | -                      | -          |

La formation est troisième du classement par équipes. Anna van der Breggen est septième du classement individuel. Marianne Vos est dixième. Katarzyana Niewiadoma est onzième et meilleure jeune.

#### Grand tour
| Grand tour            | Tour d'Italie                                             |
| --------------------- | --------------------------------------------------------- |
| Coureuse (classement) | Anna van der Breggen (3e)                                 |
| Accessits             | 1 victoire d'étape et le classement de la meilleure jeune |

## Classement mondial
| Rang | Coureuse               | Points |
| ---- | ---------------------- | ------ |
| 2    | Anna van der Breggen   | 1063   |
| 4    | Marianne Vos           | 1011   |
| 7    | Katarzyna Niewiadoma   | 930,33 |
| 20   | Lucinda Brand          | 528,5  |
| 45   | Thalita de Jong        | 283,33 |
| 59   | Anouska Koster         | 200,5  |
| 81   | Shara Gillow           | 134,5  |
| 108  | Roxane Knetemann       | 85,5   |
| 123  | Pauline Ferrand-Prévot | 70     |
| 243  | Jeanne Korevaar        | 18,5   |
| 270  | Moniek Tenniglo        | 14,83  |

Rabo Liv Women est deuxième au classement par équipes mondial derrière l'équipe Boels Dolmans.